# Pôle universitaire Léonard-de-Vinci
Ne doit pas être confondu avec Université confédérale Léonard de Vinci.
Pour les articles homonymes, voir Vinci.
Le pôle universitaire Léonard-de-Vinci, ou familièrement « Fac Pasqua », est un bâtiment abritant des établissements d’enseignement supérieur ainsi que des services du département des Hauts-de-Seine. Il est implanté à Courbevoie à la limite du quartier d'affaires de la Défense.

## Histoire
Le pôle universitaire Léonard-de-Vinci, ensemble immobilier accueillant des établissements d'enseignement supérieur, a été créé en 1995 à l'initiative du conseil général des Hauts-de-Seine, alors dirigé par Charles Pasqua. Il est ainsi souvent nommé familièrement « fac Pasqua ».
Depuis 2018 et le départ de plusieurs écoles, des services du département des Hauts-de-Seine y sont également installés.
En septembre 2021, en raison de la pandémie de COVID-19, le restaurant universitaire du pôle se transforme en centre de vaccination capable de délivrer environ 3 000 doses par jour de vaccin contre le COVID-19.
L'établissement est victime en septembre 2022 d'une cyberattaque visant les données personnelles des étudiants et employés. Les pirates informatiques sont arrêtés en mai 2023 à la suite d'une enquête de l'Office central de lutte contre la cybercriminalité (OCLCTIC).
En septembre 2024, le magazine Challenge rapporte que l'ensemble va être cédé au groupe AD Education, un groupe contrôlé par le fonds Ardian, fournissant des services d'éducation privée à titre lucratif au travers de diverses écoles.

## Organisation
Le pôle universitaire Léonard-de-Vinci est un bâtiment appartenant au département des Hauts-de-Seine à l'intérieur duquel se trouvent plusieurs occupants ayant signé avec le département des Hauts-de-Seine une convention d'occupation précaire annuelle : 
- L'association Léonard de Vinci en tant qu'établissement d'enseignement supérieur regroupe quatre écoles, des départements pédagogiques et des services administratifs transversaux.
  - École de management Léonard-de-Vinci (EMLV), école de commerce post-bac
  - École supérieure d'ingénieurs Léonard-de-Vinci (ESILV), école d'ingénieurs post-bac
  - Institut de l'Internet et du Multimédia (IIM), école spécialisée dans le numérique
  - Institut Léonard de Vinci (ILV), destiné à la formation continue
  - Institute for Future Technologies (IFT), destiné à la recherche et à l’innovation

Le bâtiment accueille également :
- l'université Paris-Dauphine ;
- l'université Paris-Nanterre ;

## Polémiques
Le fait que ce pôle soit un établissement privé financé essentiellement par des fonds publics a dès le départ provoqué la réaction de plusieurs médias.
Le coût du pôle a aussi suscité l'étonnement : « en 1993, sur les 221 millions de francs consacrés à l'enseignement supérieur [au Conseil général des HDS], 200 étaient alloués à la construction du pôle. A titre de comparaison, 18 millions de francs sont allés à la construction de l'IUT, à Gennevilliers. En 1994, 600 millions de francs, soit les trois quarts du budget enseignement sont allés au pôle ».
La débauche de budget et de locaux débloqués pour le pôle a scandalisé certains élus locaux, « alors que la région Ile de France comptait la plus faible surface par étudiant et que 35 000 étudiants s’entassaient à Paris X »dont la capacité maximale était de 18 000 places.
L'ALV a bénéficié d'importantes subventions publiques du temps de la présidence de Charles Pasqua au Conseil général, dépenses revues à la baisse par les présidences suivantes après un rapport de la Chambre régionale des comptes, dénonçant les salaires de l'équipe de direction, des effectifs administratifs surdimensionnés, des « dépenses de prestige » peu justifiées et des frais de repas exagérés.
Depuis 2015, les écoles du pôle universitaire Léonard-de-Vinci ne touchent plus aucune subvention de la part du Conseil départemental des Hauts-de-Seine. Elles sont hébergées par le Conseil départemental et à ce titre paient un loyer et les charges de fonctionnement.
Le 5 décembre 2018, John Dowling, un enseignant d'anglais de l'ALV est tué par un ancien étudiant de l'École de management Léonard-de-Vinci sur le parvis situé devant le pôle universitaire.
En novembre 2020, Mediapart révèle dans une enquête que le président de l'Institut Léonard de Vinci est mis en examen dans une affaire de blanchiment d'argent par édition de fausses factures éditées par deux établissements d’apprentissage de l'ALV, reposant sur des prestations fictives.

## Enseignants
Parmi ses enseignants, le pôle a compté notamment la journaliste Natacha Polony, la psychanalyste Cynthia Fleury, et le géopolitologue Guillaume Bigot.